# Víctor Torres Mestre
Víctor Manuel Torres Mestre (Madrid, 31 dicembre 1970) è un allenatore di calcio ed ex calciatore spagnolo, di ruolo difensore.

## Palmarès

### Club

#### Competizioni nazionali
- Campionato francese: 1

Bordeaux: 1998-1999
- Segunda División: 1

Espanyol: 1993-1994